# Винищувач-бомбардувальник

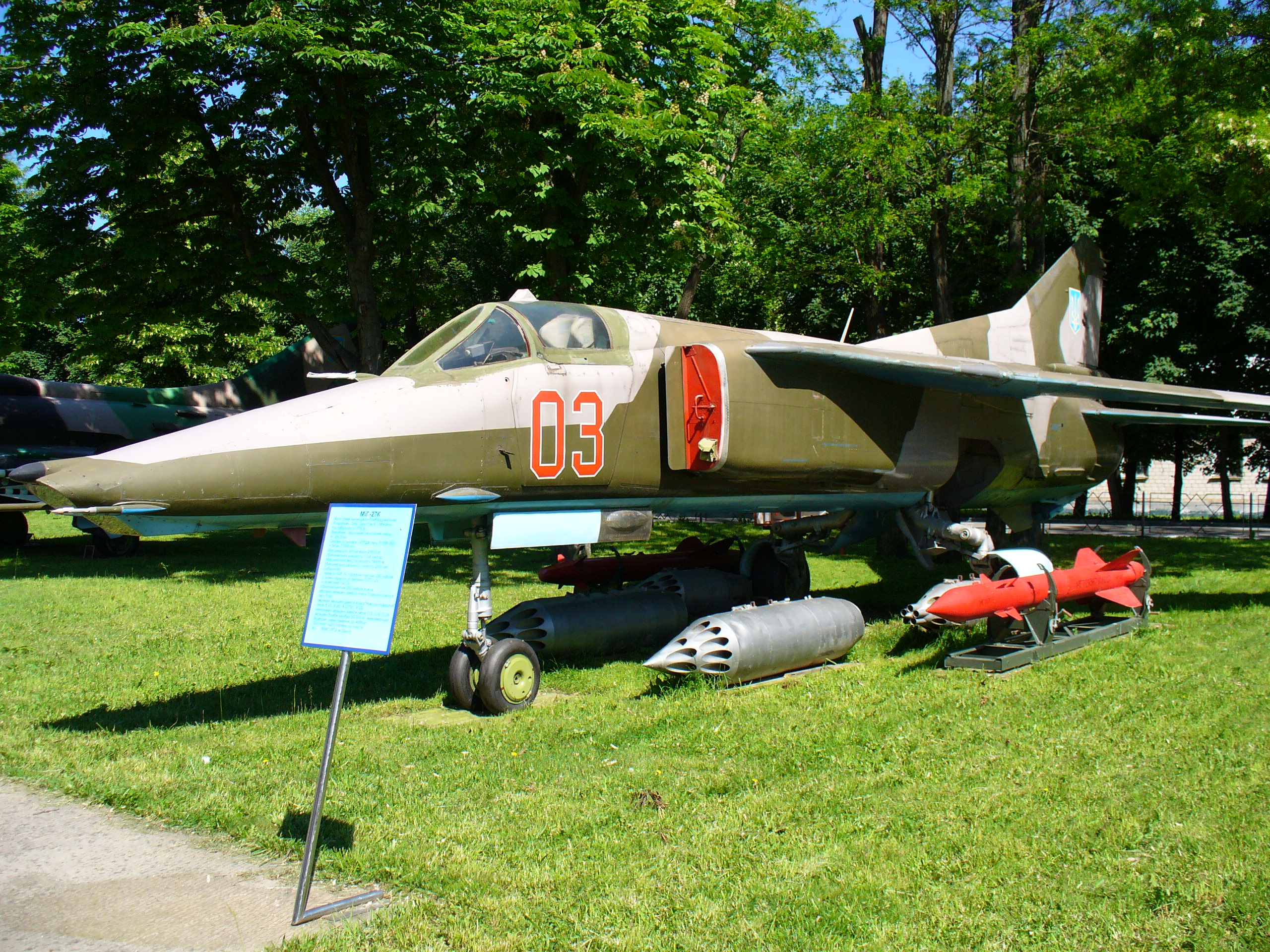
Винищувач-бомбардувальник МіГ-27

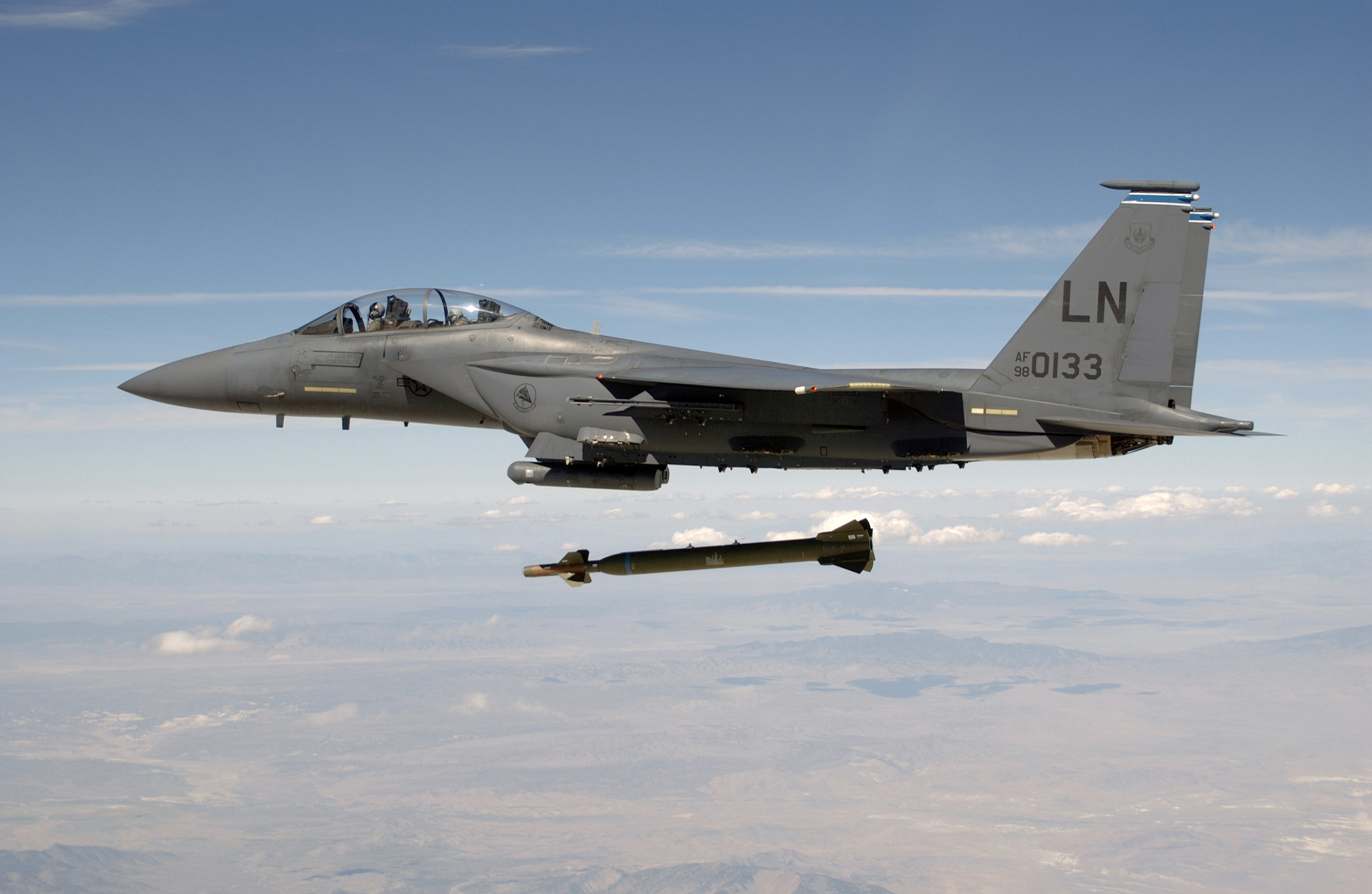
Винищувач-бомбардувальник F-15E, США

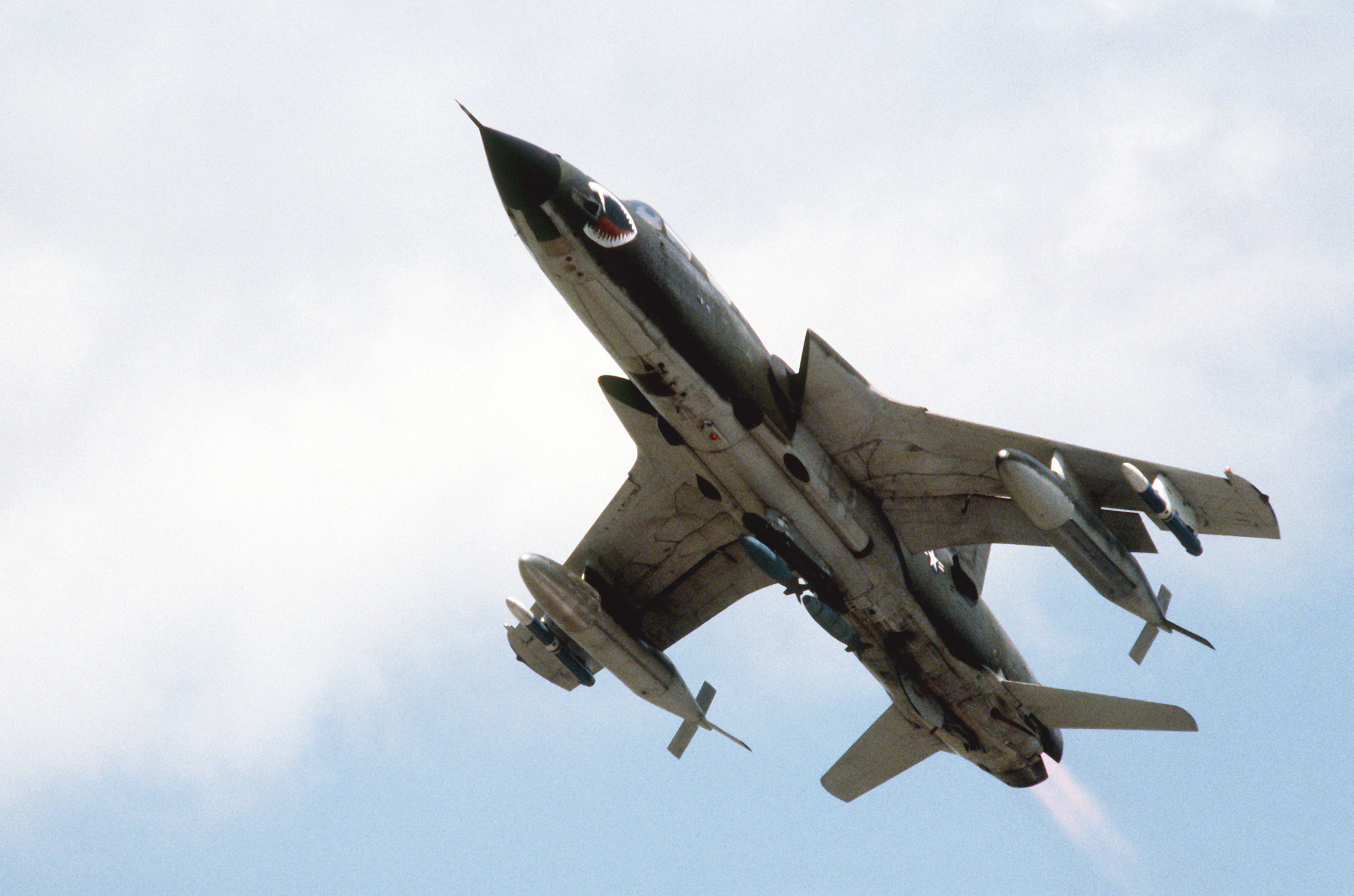
Винищувач-бомбардувальник Republic F-105 Thunderchief

Вини́щувач-бомбардува́льник — бойовий літак, фронтовий (тактичний) винищувач, здатний завдавати ударів по наземних цілях, зокрема по суднах. Поєднує якості винищувача і бомбардувальника, зазвичай здатний застосовувати потужне озброєння класу «повітря-земля». Основною відмінністю від штурмовика є здатність вести маневровий наступальний повітряний бій.
Як правило, удари по наземних цілях завдаються бомбардувальниками та штурмовиками під прикриттям винищувачів. Винищувачі-бомбардувальники здатні діяти без прикриття, оскільки мають такі маневрові характеристики, і таке озброєння, яких достатньо для захисту від винищувачів противника й самостійного виконання отриманого завдання.
Першими надзвуковими літаками, здатними однаково ефективно вести повітряний бій і атакувати наземні цілі, були винищувачі 3-го покоління — радянський МіГ-23, американський F-4, французький «Міраж» F-1. Проте завдання винищувачів-бомбардувальників в ході бойових дій визначаються доктриною їхнього застосування в конкретних військово-повітряних силах. Наприклад, під час війни у В'єтнамі американські винищувачі-бомбардувальники Republic F-105 Thunderchief залучалися до ударів по наземних об'єктах, хоча у сутичках із винищувачами противника іноді перемагали.